# IC 3022
IC 3022 ist eine elliptische Galaxie vom Hubble-Typ E im Sternbild Jagdhunde am Nordsternhimmel. Sie ist schätzungsweise 284 Millionen Lichtjahre von der Milchstraße entfernt.
Entdeckt wurde das Objekt am 12. Juni 1896 von Stéphane Javelle.